# 赵峰涛
赵峰涛（？—）湖北黄冈回龙山赵家店，中国共产党及中华人民共和国官员。

## 生平
1992年7月在国务院机关事务管理局（简称国管局）参加工作，1991年3月加入中国共产党，在职研究生学历，管理学硕士。历任国管局宾馆管理中心业务部经理、财务管理司经费处处长。2005年1月行政级别提为副司级。2006年5月，任财务管理司副司长。2011年5月，任财务管理司司长。2014年3月，任房地产管理司司长。2016年4月，任国管局党组成员兼房地产管理司司长。2016年5月，任国管局副局长、党组成员兼房地产管理司司长。2016年9月任国管局副局长、党组成员。2022年5月，任国家国际发展合作署副署长。